# 4575 Broman
A 4575 Broman (ideiglenes jelöléssel 1987 ME1) a Naprendszer kisbolygóövében található aszteroida. Eleanor F. Helin fedezte fel 1987. június 26-án.